# Mikołaj Kościelecki (wojewoda kaliski)
Mikołaj Kościelecki herbu Ogończyk (ur. ok. 1485, zm. 1535) – 
wojewoda inowrocławski, wojewoda brzesko-kujawski, wojewoda kaliski. Pisał się ze Skępego.

## Życie prywatne
Urodził się jako jedyny syn Jana Kościeleckiego (zm. 1498), wojewody inowrocławskiego i jego drugiej żony Katarzyny Odrowąż z Żurawicy, kasztelanki przemyskiej. Matka była córką Dobiesława Odrowąża z Żurawicy, kasztelana przemyskiego. Mikołaj miał siostrę Annę, która poślubiła Andrzeja Krotoskiego, wojewodę brzeskiego. Jego wybranką życia została Anna Łaska, córka Jarosława Łaskiego, wojewody łęczyckiego i sieradzkiego. Była ona wdową po Jakubie Glince, staroście płockim i wizneńskim. Urodziła pięcioro dzieci:  
- Jadwiga Kościelecka, późniejsza żona Seweryna Boner (1486–1549), burgrabiego krakowskiego;
- Zuzanna Kościelecka, późniejsza żona Wojciecha Ostroroga-Lwowskiego (1520–1559), kasztelana santockiego;
- Jan Kościelecki, wojewoda inowrocławski i łęczycki;
- Zofia, żona Sebastiana Mieleckiego (zm. 1574), kasztelana krakowskiego,
- Stanisław.

## Pełnione urzędy
Po matce odziedziczył Żurawicę. Od 1509 pełnił obowiązki starosty dobrzyńskiego i wisznieńskiego. Poseł ziemi dobrzyńskiej na sejm piotrkowski 1511 roku. Od 1513 był starostą kowalskim. Starostwo brzeskie odkupił od Czernych. Od 1519 roku starosta bobrownicki. Urzędy senatorskie sprawował od 1511 roku jako kasztelan inowrocławski od 1511 do 1516, wojewoda inowrocławski od 1520, wojewoda brzesko-kujawski od 1523, wojewoda kaliski od 1525.